# ブレンニリス
ブレンニリス （Brennilis、ブルトン語:Brenniliz）は、フランス、ブルターニュ地域圏、フィニステール県のコミューン。

## 地理

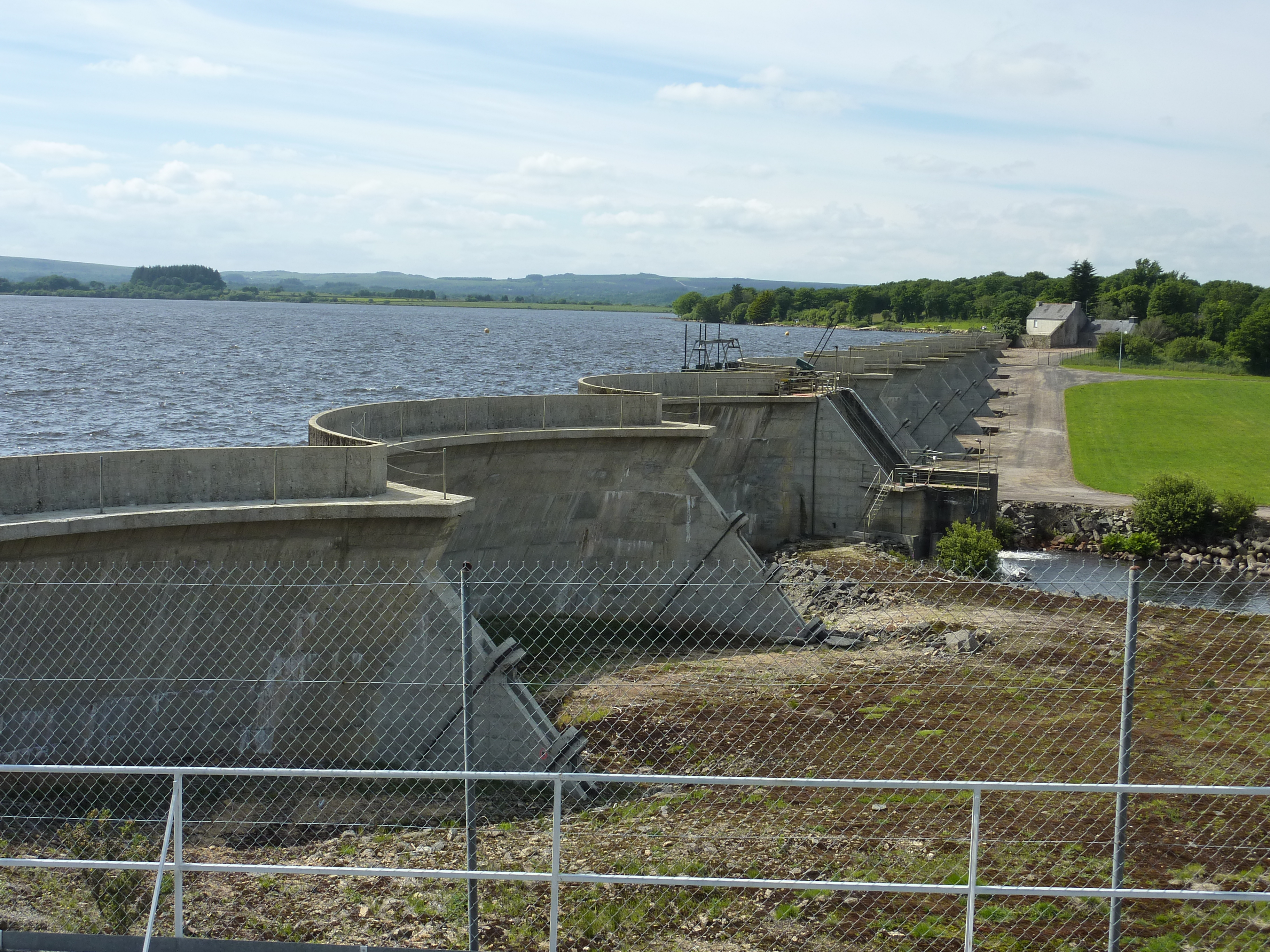
サン＝ミシェル貯水池とネスタヴェル・ダム

ブレンニリスは、モン＝ダレ山地の峰の1つであるサン＝ミシェル・ド・ブラスパール山のふもとにある。近くにはユン・エレの湿地が、北東にはサン＝ミシェル貯水池がある。この人造湖は、1930年代のネスタヴェル・ダム建設の結果生まれたものである。ダムは、さらに下流にあるサンテルボ水力発電所の性能を向上させることを意図して建設されたが、後にフランス原子力庁とフランス電力によってブレンニリスに建てられたブレンニリス原子力発電所の冷却水タンクを務めることとなった。

## 歴史

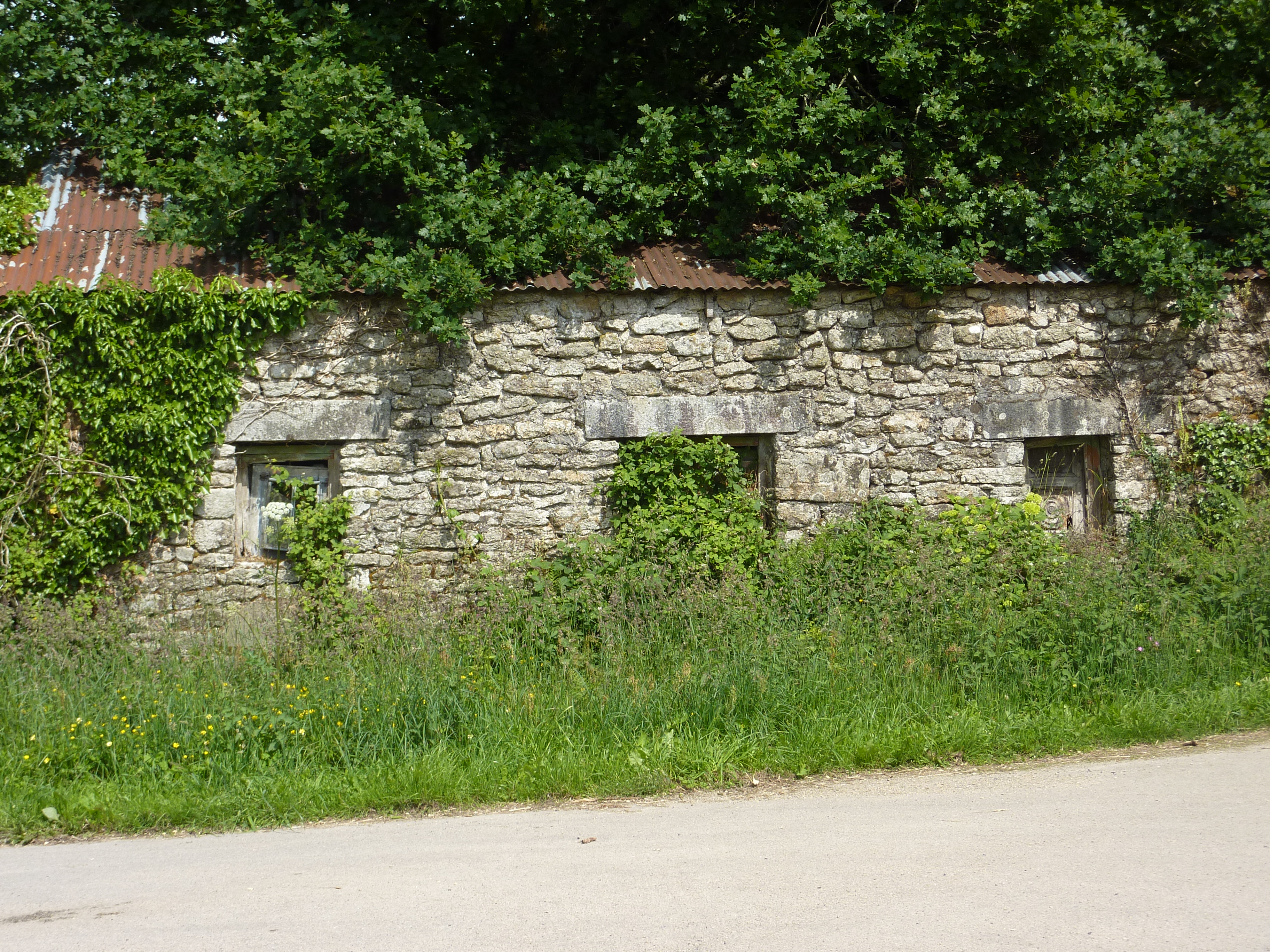
プルエ・ド・ラ・モンターニュ集落の古い住宅

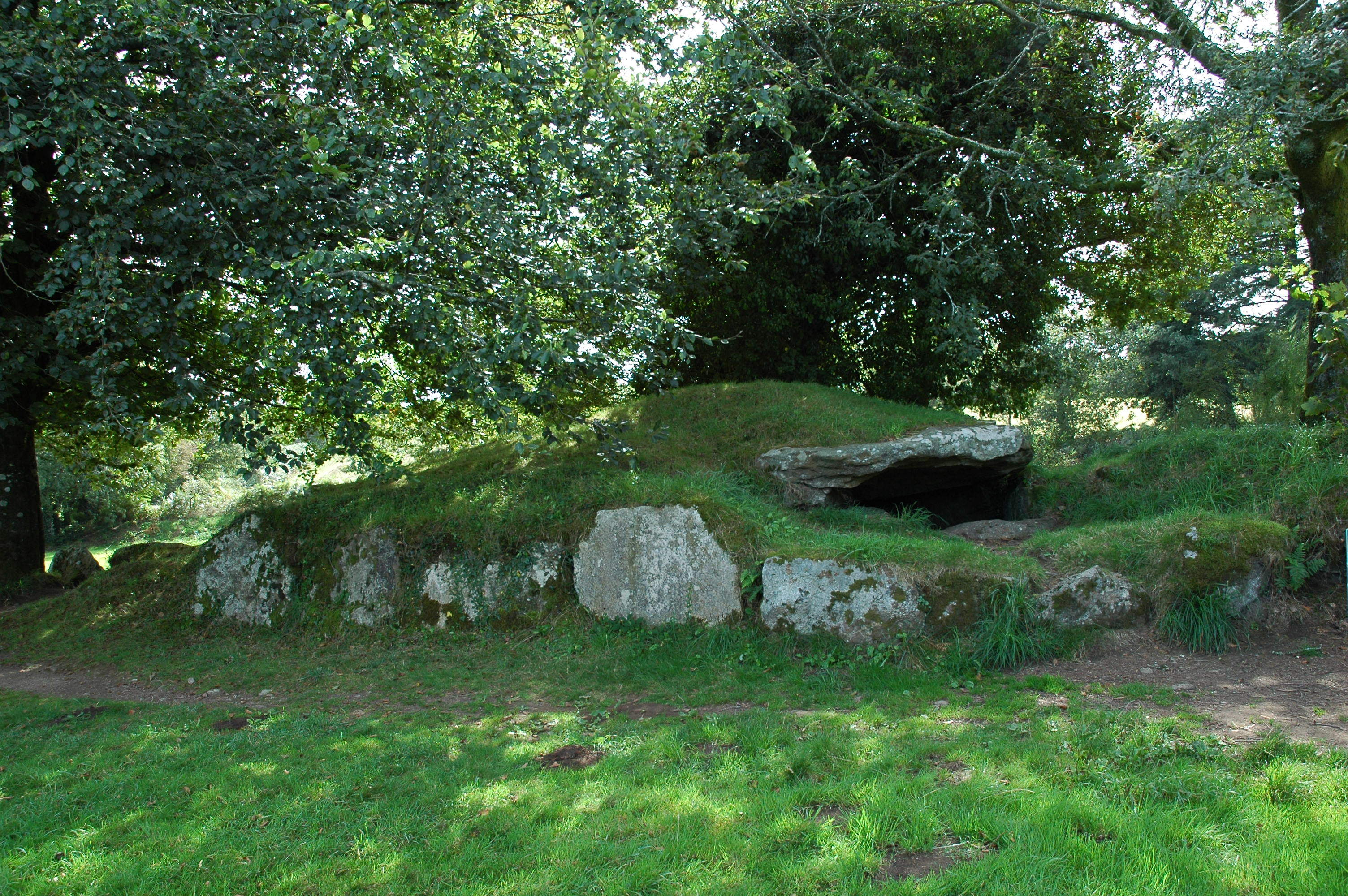
Ti-ar-Boudigedのドルメン

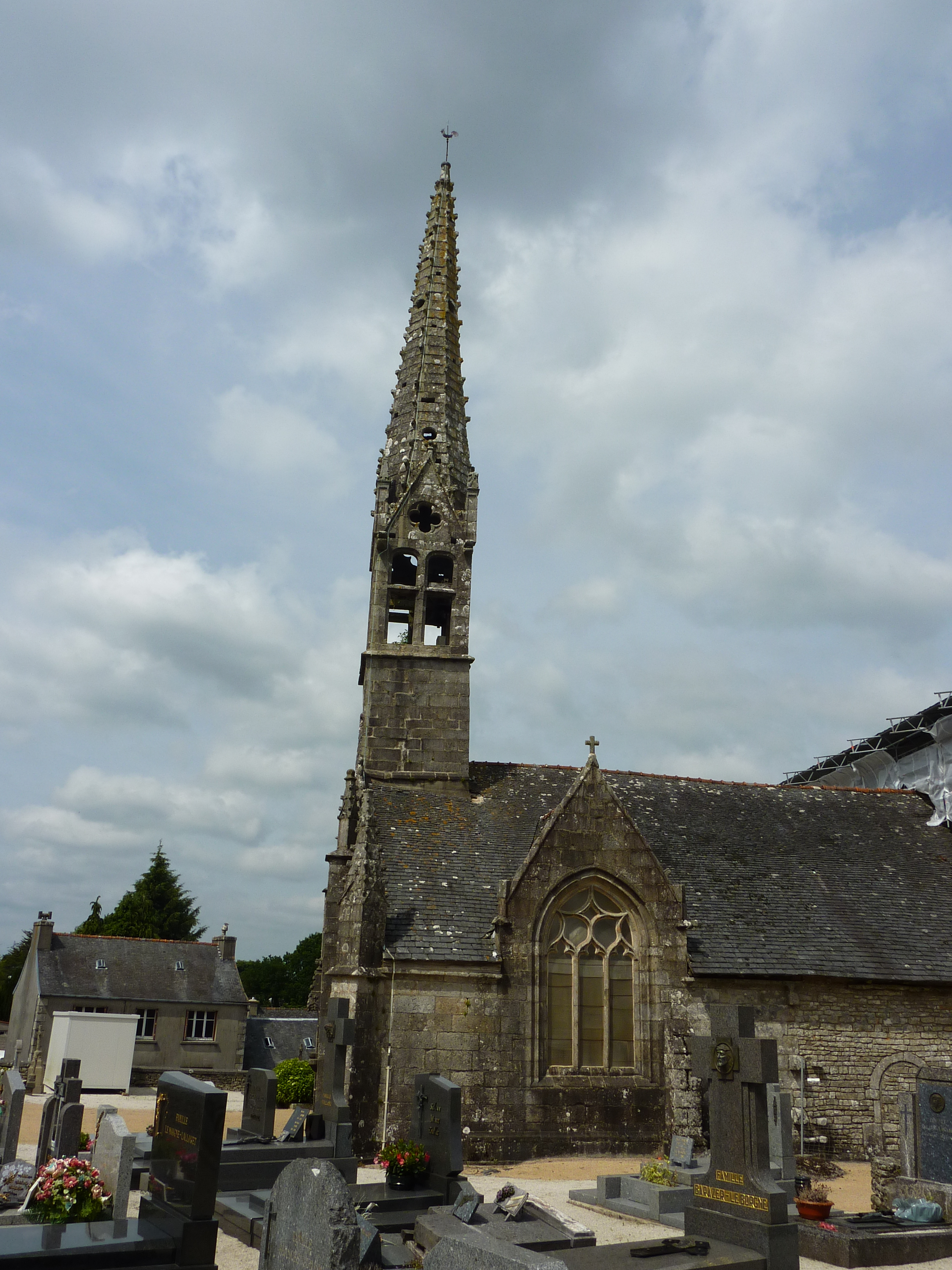
ノートルダム教会

ブレンニリスという名称は、ブルトン語のbren（丘）とiliz（教会）からできたものである。
多くの証拠によって、ブレンニリスには少なくとも中石器時代から人が定住していたことがわかっている。Ti-ar-Boudigedのドルメンは新石器時代からのものである。墳丘墓の下には、3本の柱を支える15の石が地面に敷き詰められている。
Karhaes Vihan集落は、正方形や長方形のかたちをした6軒ほどの廃墟となった住宅を含む。住宅は花崗岩でつくられ、木の柱が建物を支えていた。ここは10世紀から14世紀後半までのバス＝ブルターニュの農村住宅（一つ屋根の下で人と家畜が暮らし、家々が集まって集落を形成するか、一軒だけがたっていることが多かった）を理解するのに役立つ。この集落は、シトー会派のルラック修道院や、当時ラ・フイエに所領を持っていた聖ヨハネ騎士団の庇護下で集団で開拓されたものだった。この種の集落は、ケルフラコニエやケルモルヴァンの集落のように19世紀後半まで残っていた。
ブレンニリスは、中世、おそらく6世紀から10世紀にかけて誕生した、古いアルモリカの教区の一部であった。この教区の名は1368年にPlebs Montisと記された。これはブルトン語のプルメネズ（Ploumenez）やプルエネズ（Plouenez）をラテン語にしたもので、フランス語にするとプルエ・ド・ラ・モンターニュ（Ploue de la montagne）である。プルエ教区は、現在はコミューンとなっているベリアン、ユエルゴア、ロクマリア＝ベリアン、ボトムール、ラ・フイエ、ロクフレ、ブラスパールの領域をカバーしていた。プルエ・ド・ラ・モンターニュの名はおそらく14世紀の間に消滅した。1368年以降にこの名称は現れないからである。ベリアンとブラスパールの教区が設立された11世紀当時、既にプルエの領域は小さくなっていた。そしてラ・フイエにあった聖ヨハネ騎士団の所領も縮小されていたのである。
1485年、ブレンニリスにはロクフレ教区の小教区として、巡礼者の訪れる礼拝堂があった。礼拝堂付司祭は葬式を司る権利があり、集落には墓地もあった。毎年5月最初の月曜日にはパルドン祭りが行われ、教区民たちは数回教会の周りを、時には膝まずいて回った（1960年を最後にパルドン祭りは行われなくなった）。
町（bourg）としてのブレニリスが認識されたのは1653年であるが、教会の碑文が1485年にされているから、それより前から存在していたと考えられる。礼拝堂は1653年にケラヌウ家によって建設されている。15世紀からフランス革命まで、ブレンニリスはそのほとんどをブルターニュ貴族のケラヌウ家に支配されていた。この時代のブレンニリスに関する記録はまれである。その歴史すら母体となっているロクフレ教区と混在しているからである。痩せた土地で、狭く、ブレンニリスは世俗領主か聖職者の庇護下に頼るしかなかったため、邸宅や城が存在しない。
1884年、ブレンニリスはコミューンとなった。貧困により、19世紀から20世紀の前半まではブレニリスから他へ移住するものが多かった。

## ブレンニリス原子力地区
1962年から1967年まで、ブレンニリス原子力地区の原子力発電所が稼働していた。これは、重水による冷却能力を証明するための実験用原水炉であった。
当時のブレンニリスは繁栄した。原子力地区の建設時期には人口が増加し、操業が始まると税収が増加した。原発が稼働中のブレンニリスは、人口一人あたりの専門税収入がブルターニュ地域圏内で高かった。そしてコミューンは現代的な設備を備えるため税収を手に入れることが許されたのである。
発電能力が7万kWと小さく、当時の積極的なフランスのエネルギー政策の状況から、1985年にブレンニリスの原子力発電所は廃止された。現在、原子力発電所は解体中である。

## 人口統計
| 1962年 | 1968年 | 1975年 | 1982年 | 1990年 | 1999年 | 2006年 | 2010年 |
| ------ | ------ | ------ | ------ | ------ | ------ | ------ | ------ |
| 615    | 760    | 654    | 573    | 439    | 467    | 439    | 448    |

参照元:1999年までEHESS、2000年以降INSEE